# Государственная программа «Информационное общество»
«Информацио́нное о́бщество» — государственная программа Российской Федерации, разработанная для создания целостной и эффективной системы использования информационных технологий, при которой граждане получают максимум выгод.
Принята распоряжением Правительства России №1815-р от 20 октября 2010 года.

## Предпосылки создания
В 2008 году стало очевидным, что информационное общество в России развивается гораздо медленнее, чем в других странах, и в существовавших условиях нельзя ожидать каких-либо заметных перемен. Реализация федеральной целевой программы «Электронная Россия» (2002-2010) была сорвана. Государство приняло решение пересмотреть подход к своей политике в области информационных технологий. Пришло понимание того, что ценны не внедренные технологии и разработанные информационные системы сами по себе, а то, какую пользу они приносят гражданам, бизнесу, всему обществу.

## Разработка
При подготовке госпрограммы Министерство связи и массовых коммуникаций Российской Федерации учитывало мировой опыт подобных программ, текущее состояние отрасли и рынка ИКТ. Авторы руководствовались:
- Концепцией долгосрочного социально-экономического развития до 2020 года
- Стратегией развития информационного общества[2].

## Исполнитель
Ответственным исполнителем программы определено Министерство связи и массовых коммуникаций Российской Федерации. Министерство следит за тем, чтобы все государственные расходы в этой сфере осуществлялись продуманно и централизованно, не дублировали друг друга.
Целевые показатели: рост индекса Российской Федерации в международном рейтинге стран по уровню развития информационных и телекоммуникационных технологий и увеличение количества граждан, использующих госуслуги в повседневной жизни. К 2020 году планируется увеличить долю населения, пользующуюся электронными госуслугами, с 11% (показателя 2010 года) до 85%.

## Ход реализации

### 2011 год
см Годовой отчет
Обеспечена в режиме реального времени видеотрансляция процедур голосования избирателей и подсчета голосов на выборах Президента Российской Федерации 4 марта 2012г.
Для обеспечения возможности предоставлять государственные услуги в электронном виде создана соответствующая технологическая база и инфраструктура:
- единая система идентификации и аутентификации, сервис проверки сертификатов и ключей электронной подписи
- экспертная система центров телефонного обслуживания
- система межведомственного электронного взаимодействия
- единая система справочников и классификаторов, используемых в государственных и муниципальных информационных системах
- государственная электронная почтовая система для подачи обращений с использованием личного кабинета на едином портале
- мобильные приложения для доступа к сервисам электронного правительства
- платёжные сервисы для осуществления электронных платежей за государственные услуги.

Создавалась (до 2013 года) национальная платформа облачных вычислений, обеспечивающая предоставление «облачных» сервисов для органов государственной власти (SaaS, PaaS, IaaS).
Актуализированы системы «Портал Правительства Российской Федерации» и «Сайт Председателя Правительства Российской Федерации». Проведена модернизация информационно-технологического обеспечения Администрации Президента Российской Федерации.
В информационной системе о государственных и муниципальных торгах на реализацию (продажу)(официальный сайт Российской Федерации в информационно-телекоммуникационной сети "Интернет" для размещения информации о проведении торгов www.torgi.gov.ru) расширена номенклатура выставляемых на торги объектов.
Подготовлена рабочая документация для создания инфраструктуры пространственных данных Российской Федерации.
Разработаны концепция построения и макет единой системы учета результатов НИОКР гражданского направления, выполняемых за счет средств федерального бюджета.
Расширена техническая поддержка пользователей свободного программного обеспечения.
Создана первая очередь единого портала для популяризации культурного наследия и традиций России, проведено первичное наполнение портала, создан прототип национальной информационно-коммуникационной платформы для распространения цифрового контента.
Доработаны и созданы новые электронные сервисы в здравоохранении, а также определены требования к системе персонального мониторинга здоровья человека, к системе поддержки принятия врачебных решений, проведена опытная эксплуатация программного комплекса «Реестр нормативно-справочной информации системы здравоохранения, социального развития и трудовых отношений».

### 2012-2013
По заключению Счетной палаты, установлено, что план программы на 2012 год не утверждался, координацией деятельности по программе не занималось ни одно из структурных подразделений Министерства.
На сентябрь 2013 года программа была реализована на 1.1% (от уровня финансирования, запланированного на весь год)

## Описание программы
Госпрограмма охватывает следующие направления:
- создание электронного правительства
- преодоление цифрового неравенства
- развитие новых технологий связи.

Основной принцип программы: результаты должны приносить реальную, ощутимую пользу людям. Повышение качества жизни должно выражаться в простых и доступных сервисах, которыми граждане пользуются почти ежедневно: запись на прием к врачу через интернет, оплата штрафов с мобильного телефона, недорогой широкополосный доступ. Программа состоит из четырех подпрограмм.
Подпрограмма «Информационно-телекоммуникационная инфраструктура информационного общества и услуги, оказываемые на её основе»
- Обеспечение доступности услуг электросвязи на территории Российской Федерации
- Развитие федеральной почтовой связи
- Совершенствование механизмов управления использованием радиочастотного спектра
- Управление развитием информационно- телекоммуникационной инфраструктуры информационного общества и услугами, оказываемыми на её основе

Исполнитель: Россвязь
Бюджет подпрограммы: 1,86 млрд.рублей
Подпрограмма «Информационная среда»
- Строительство, восстановление, реконструкция, переоборудование объектов телерадиовещания
- Электронные средства массовой информации: контент и доступ к нему
- Участие России в международном информационном пространстве
- Поддержка социально значимых проектов в сфере средств массовой информации
- Развитие национальных информационных ресурсов

Исполнитель: Роспечать
Бюджет подпрограммы: 6, 4 млрд.рублей
Подпрограмма «Безопасность в информационном обществе»
- Контроль и надзор
- Предупреждение информационно-технологических угроз национальным интересам России
- Противодействие терроризму, экстремизму, насилию
- Развитие грид-технологий

Исполнители: Минкомсвязь, Роскомнадзор, ФСБ России, Роспечать
Бюджет подпрограммы: 1, 2 млрд.рублей;
Подпрограмма «Информационное государство»
- Управление развитием информационного общества
- Развитие электронного правительства
- Повышение качества государственного управления за счет создания и внедрения современных информационных технологий
- Услуги на основе информационных технологий в области медицины, здравоохранения и социального обеспечения
- Развитие сервисов на основе информационных технологий в области образования, науки и культуры
- Поддержка региональных проектов в сфере информационных технологий

Исполнители: Минкомсвязь, Минздравсоцразвития, Минобрнауки
Бюджет подпрограммы: 1,94 млрд. рублей

## Сайт torgi.gov.ru
www.torgi.gov.ru — единый государственный Интернет-портал (сайт), содержащий информацию о государственных и муниципальных торгах по реализации имущества. Обеспечивает доступ физических и юридических лиц к извещениям о проведении торгов, включая конкурсы и аукционы, организаторами которых выступают органы власти.

Официальное название сайта - Официальный сайт Российской Федерации в информационно-телекоммуникационной сети "Интернет" для размещения информации о проведении торгов. Также используют названия "сайт торгов", реже "портал госторгов".

Сайт является частью госпрограммы "Информационное общество".

### Основные задачиwww.torgi.gov.ru
- Информационное сопровождение государственных и муниципальных торгов;
- Систематизация информации о государственных и муниципальных торгах;
- Обеспечение открытости и публичности государственных и муниципальных торгов;
- Обеспечение доступа к государственных и муниципальных торгов всем заинтересованным лицам, удобство поиска информации;
- Обеспечение контроля за соблюдением процедуры торгов со стороны участников и контролирующих органов, сайт позволяет осуществлять контроль за их проведением, соблюдением процедур торгов [7][8], в том числе ФАС России[9];
- Увеличение участников на торгах, развитие конкуренции за доступ к государственному и муниципальному имуществу, пополнение бюджетов[10];
- Сбор и анализ статистической информации о результатах проведения государственных и муниципальных торгов[11].

### Структура информации о торгах
Для удобства пользователей все извещения на сайте torgi.gov.ru размещаются в разделах по видам торгов. Всего на сайте существует 14 разделов:
- Аренда, безвозмездное пользование, доверительное управление имуществом, иные договоры, предусматривающие переход прав владения и пользования в отношении государственного и муниципального имущества;
- Продажа государственного и муниципального имущества (включая приватизацию);
- Передача прав на единые технологии;
- Аренда и продажа земельных участков;
- Развитие застроенной территории;
- Охотохозяйственные соглашения;
- Аренда лесных участков и продажа лесных насаждений;
- Пользование участками недр;
- Заключение договоров водопользования;
- Рыболовство и добыча водных биоресурсов;
- Отбор управляющей организации;
- Реализация имущества должников;
- Концессионные соглашения;
- Создание искусственных земельных участков.

### История
Сайт torgi.gov.ru был создан в 2010 году в рамках программы «Электронная Россия». Заказчиком работ выступило Министерство связи и массовых коммуникаций Российской Федерации.
Изначально сайт предназначался для публикации сведений только о торгах по передаче в аренду федерального имущества. Но уже с 1 января 2011 года на сайте в обязательном порядке стали размещать информацию об аренде как федерального имущества, так и имущества, находящегося в собственности субъектов Российской Федерации и муниципальных образований.
Существенное развитие функциональности сайта торгов произошло в результате принятия Правительством Российской Федерации постановления от 3 августа 2011 г. № 650, а также постановления от 10 сентября 2012 г. № 909.
Всего с 1 января 2014 года на сайте torgi.gov.ru размещается информация о 14 видах торгов, на сайте зарегистрировано более 19,5 тыс. организаторов торгов и размещено более 500 тыс. извещений о проведении торгов.

### Хронология развития функциональности сайта torgi.gov.ru
| Наименование размещаемой на сайте www.torgi.gov.ru информации | Срок начала размещения информации | Основание |
| --- | --------------------------------- | --- |
| о передаче прав владения и пользования в отношении государственного и муниципального имущества | с 1 января 2011 г.                | Статья 17.1 Федерального закона от 26 июля 2006 г. № 135-ФЗ «О защите конкуренции» |
| о передаче прав на единые технологии | с 1 сентября 2011 г.              | Федеральный закон от 25 декабря 2008 г. № 284-ФЗ «О передаче прав на единые технологии» |
| о продаже федерального недвижимого имущества, закрепленного на праве оперативного управления за ФГУП | с 20 декабря 2011 г.              | приказ ФАС России от 10 февраля 2010 г. № 67 |
| на право заключения договора о развитии застроенной территории | с 1 января 2012 г.                | Градостроительный кодекс Российской Федерации |
| по продаже земельного участка из земель, находящихся в государственной или муниципальной собственности, либо права на заключение договора аренды такого земельного участка для жилищного строительства (для его комплексного освоения в целях жилищного строительства) | с 1 января 2012 г.                | Земельный кодекс Российской Федерации |
| на право заключения охотхозяйственного соглашения | с 1 января 2012 г.                | Федеральный закон от 24 июля 2009 г. № 209-ФЗ «Об охоте и о сохранении охотничьих ресурсов и о внесении изменений в отдельные законодательные акты Российской Федерации»                                                                 |
| - по продаже права на заключение договора аренды лесного участка, находящегося в государственной или муниципальной собственности, - по продаже права на заключение договора купли-продажи лесных насаждений                                                            | с 1 января 2012 г.                | Лесной кодекс Российской Федерации |
| на право пользования участками недр | с 1 января 2012 г.                | Закон Российской Федерации от 21 февраля 1992 г. № 2395-1 «О недрах» |
| о продаже и приватизации государственного и муниципального имущества | с 1 января 2013 г.                | Федеральный закон от 21 декабря 2001 г. № 178-ФЗ «О приватизации государственного и муниципального имущества» |
| на право заключения договора водопользования | с 1 января 2013 г.                | Водный кодекс Российской Федерации |
| - о закреплении долей квот добычи (вылова) водных биоресурсов, - о предоставлении рыбопромысловых участков | с 1 января 2013 г.                | Федеральный закон от 20 декабря 2004 г. № 166-ФЗ «О рыболовстве и сохранении водных биологических ресурсов» |
| о продаже имущества должников | с 1 января 2013 г.                | Федеральный закон от 2 октября 2007 г. № 229-ФЗ «Об исполнительном производстве» |
| отбор управляющей компании для управления многоквартирным домом | с 1 января 2013 г.                | Жилищный кодекс Российской Федерации |
| о продаже заложенного недвижимого и движимого имущества в ходе исполнительного производства, а также о торгах по продаже заложенного движимого имущества во внесудебном порядке                                                                                        | с 14 февраля 2013 г.              | Федеральный закон от 16 июля 1998 г. № 102-ФЗ «Об ипотеке (залоге недвижимости)» и Закон Российской Федерации от 29 мая 1992 г. № 2872-1 «О залоге»                                                                                      |
| на право заключить договор о создании искусственного земельного участка | с 1 января 2014 г.                | Федеральный закон от 19 июля 2011 г. № 246-ФЗ «Об искусственных земельных участках, созданных на водных объектах, находящихся в федеральной собственности, и о внесении изменений в отдельные законодательные акты Российской Федерации» |
| на право заключения концессионного соглашения | с 1 января 2014 г.                | Федеральный закон от 21 июля 2005 г. № 115-ФЗ «О концессионных соглашениях» |

### Правовое регулирование
Действует в соответствии с требованиями следующих актов:
- постановление Правительства Российской Федерации от 10 сентября 2012 г. № 909 "Об определении официального сайта Российской Федерации в информационно-телекоммуникационной сети "Интернет" для размещения информации о проведении торгов и внесении изменений в некоторые акты Правительства Российской Федерации" [20],
- постановление Правительства Российской Федерации от 30 января 2013 г. № 66 "О правилах направления информации о торгах по продаже заложенного недвижимого и движимого имущества в ходе исполнительного производства, а также о торгах по продаже заложенного движимого имущества во внесудебном порядке для размещения в информационно-телекоммуникационной сети "Интернет"[21],
- распоряжение Правительства Российской Федерации от 29 июня 2011 г. № 1076-р[22] и
- Федеральный закон от 21 июля 2005 г. № 115-ФЗ "О концессионных соглашениях" [23].

Развитие и ведение сайта torgi.gov.ru осуществляет Минэкономразвития России, за эксплуатацию отвечает Минкомсвязь России.

### Развитие
В январе 2014 года в Госдуму внесен законопроект, предусматривающий, что все государственные и муниципальные аукционы должны проходить исключительно в электронной форме, при этом единой информационной площадкой для таких торгов должен стать сайт torgi.gov.ru.

С 1 декабря 2014 года постановлением Правительства РФ от 18 февраля 2014 г. № 124 сайт torgi.gov.ru определен официальным источником для размещения информации о проведении аукционов по продаже прав на имущество, подлежащее принудительной продаже в соответствии с постановлением Правительства РФ от 21 октября 2013 г. № 938 «О проведении аукциона по продаже прав на имущество, подлежащее принудительной продаже, и определении уполномоченного федерального органа исполнительной власти по проведению указанного аукциона».

### Мифы о torgi.gov.ru
- Часто сайт torgi.gov.ru считают аналогом другого государственного сайта zakupki.gov.ru. У них одинаковое назначение — «доска объявлений», но на zakupki.gov.ru размещается информация о том, что государство «покупает», а на torgi.gov.ru — о том, что «продает, отчуждает».
- В СМИ нередко torgi.gov.ru называют электронной торговой площадкой. Это не так. На сайте публикуется информация о проведении торгов (извещения/информационные сообщения о проведении торгов), но сами торги на сайте не проводятся.
- Торги, информация о которых размещается на torgi.gov.ru, это электронные торги. На самом деле на torgi.gov.ru может размещаться информация о любых торгах - как в электронной форме, так и проводимых с "молотком".